# Новомиколаївка (Волноваський район)
Новомикола́ївка — село Хлібодарівської сільської громади Волноваського району Донецької області України.

## Географія
У селі бере початок Балка Грузька.

## Загальні відомості
Відстань до райцентру становить близько 21 км і проходить автошляхом місцевого значення. Землі села межують із територію Нікольським районом Донецької області.

## Населення

### Мова
Розподіл населення за рідною мовою за даними перепису 2001 року:
| Мова       | Кількість | Відсоток |
| ---------- | --------- | -------- |
| українська | 153       | 79.27%   |
| російська  | 40        | 20.73%   |
| Усього     | 193       | 100%     |

За даними перепису 2001 року населення села становило 193 особи, з них 79,27 % зазначили рідною мову українську та 20,73 % — російську.